# Anthony Maggiacomo
Anthony Salvatore Maggiacomo (Cambridge, 25 aprile 1984) è un ex giocatore di football americano e allenatore di football americano canadese, che ha giocato come linebacker.
Dopo aver giocato per una squadra universitaria canadese viene selezionato come undrafted free agent dagli Winnipeg Blue Bombers e nella stagione successiva passa ai Montreal Alouettes.

## Palmarès
- 1 Grey Cup (Montreal Alouettes: 2009)